# Via Flavia

Den moderna vägen med liknande namn

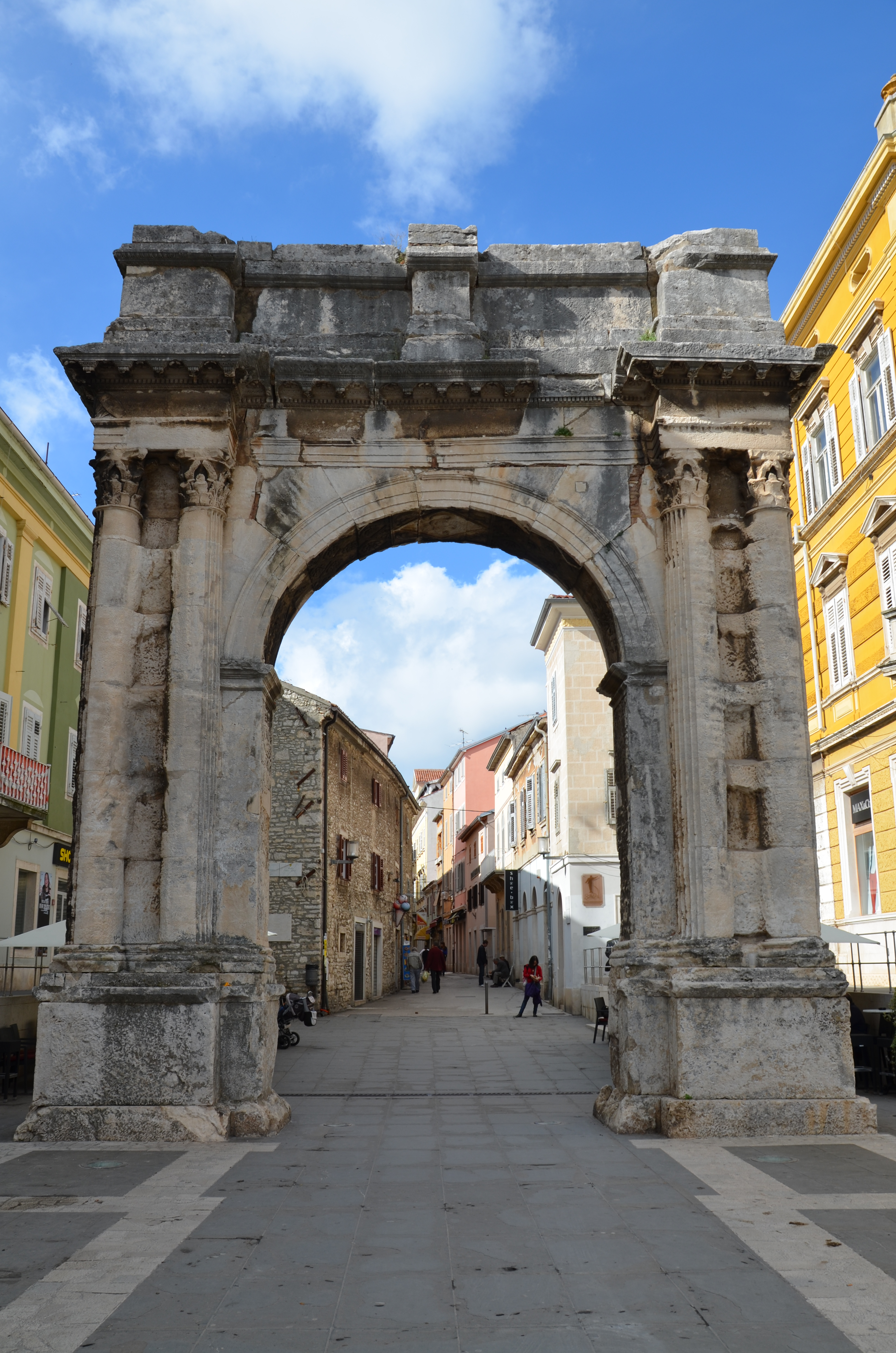
Sergiusbågen 2013.

Via Flavia var en gammal romersk väg som gick mellan Trieste (under antiken Tergeste) och Dalmatien, med en sträckning förbi Istriens kust. Den byggdes under kejsaren Vespasianus, under åren 78 och 79 e.Kr.
Efter Trieste korsade vägen Rižana, Dragonja och, vid Ponte Porton, den största istriska floden Mirna. Sträckningen gick sedan så att vägen nådde Lim, Dvigrad, Bale, Vodnjan och Pula, varefter den vände mot Nesactium, nådde och gick över  Raša, för att sedan fortsätta som en lokal väg genom Labin, Plomin och nå så långt som Kastav. I Pula gick vägen genom triumfbågen Sergiusbågen, som under antiken stod vid stadsporten Porta Aurata, ett monument som byggdes år 29 till 27 f.Kr. till hyllning av tre medlemmar i Sergiafamiljen efter slaget vid Actium år 31 f.Kr. På bågen framgår det att bågen restes och bekostades av Salvia Postuma till hyllning av Lucius Sergius Lepidus, Lucius Sergius och Gaius Sergius.
På delar av den antika vägen finns en modern lokal väg med liknande namn som går mellan Trieste och Pula, däremellan går vägen genom Koper, Buje, Pazin och Vodnjan.